# شيلدون هاكني
كان فرانسيس شيلدون هاكني، والمعروف باسم شيلدون هاكني (بالإنجليزية: Sheldon Hackney
)‏ (من مواليد 5 ديسمبر 1933 - والمُتوفى في 12 سبتمبر 2013) معلماً بارزًا في الولايات المتحدة. كان هاكني أستاذاً في تاريخ الولايات المتحدة في جامعة بنسلفانيا.

## حياته المُبكرة
وُلد هاكني في برمنغهام بولاية ألاباما في عام 1933. بعد تخرجه من جامعة فاندربيلت، وحصل على درجة الدكتوراه في التاريخ الأمريكي من جامعة ييل، حيث عمل مع مؤرخ جنوبي بارز يُسمى سي فان وودوارد، ثم خدم بعد ذلك في البحرية لمدة خمس سنوات.

## حياته المهنية
بدأ هاكني مسيرته المهنية كمحاضر في التاريخ في جامعة برينستون حيث قام هناك بالتدريس في برنامج الرابطة الصاعدة Upward Bound للطلاب المحرومين ولعب دورًا في إنشاء برنامج الدراسات الأمريكية الأفريقية بالجامعة. وانتقل أثناء وجوده في برينستون إلى الإدارة، وعمل كعضو سابق من عام 1972 إلى عام 1975.
تولّى هاكني من 1975 إلى 1980 منصب رئيس جامعة تولين، واشتهر بالموافقة على قرار نوفمبر 1979 بهدم استاد تولان، وهو موطن فريق كرة القدم ويفز في الحرم الجامعي من عام 1926 حتى عام 1974. وانتقل فريق ويقز إلى ملعب مرسيدس بنز سوبردوم وقد انتهى استاد تولان في الملاعب منذ ما يقرب من خمس سنوات بعد أن لعب تولان والمنتخب الوطني لكرة القدم مبارياتهما الأخيرة هناك، وهما يستضيفان مباريات كرة القدم في المدرسة الثانوية وحفل زد زد في عام 1976.
كان هاكني رئيسًا لجامعة بنسلفانيا في الفترة من 1981 إلى 1993. وكان أيضًا رئيسًا للوقف الوطني للعلوم الإنسانية (NEH) من 1993 إلى 1997، بعد أن عينه الرئيس كلينتون. كانت مبادرته الحاسمة في العمل هي أول مبادرة له بعنوان : "محادثة وطنية حول التعددية والهوية الأميركية"، وهو مشروع ساعد في تمويل وتشكيل حوالي 1400 اجتماع عام من 1994 إلى 1997.
تخصص هاكني في تاريخ الجنوب الأمريكي منذ الحرب الأهلية. كان لديه مصلحة في اليوتوبيا الأمريكية والحركات الاجتماعية الأخرى مع التركيز على حركة الحقوق المدنية في الستينيات. ومن بين المقالات والكتب عن التاريخ التي نشرها هاكني، فازت مقالة الشعوبية للتقدمية Populism to Progressivism في ألاباما بجائزة ألبرت بيفيريج. للرابطة التاريخية الأمريكية.
يرجع الفضل إلى هاكني خلال فترة خدمته في جامعة ولاية بنسلفانيا برفع معدل التحاق الطلاب الجامعيين من 13 إلى 30 في المئة مع زيادة الوقف من حوالي 160 مليون دولار إلى مليار دولار. وفي نهاية فترة ولايته، خلال ما يسمى بحادثة جاموس الماء، كانت هناك قضية مثيرة للجدل شارك فيها طالب متهم بالتحرش العنصري الذي أثار قضايا تتعلق بحرية التعبير والإجراءات القضائية للجامعة على المستوى الوطني. كان دور هاكني على وجه الخصوص في الحادث موضوعًا لجلسات الاستماع التي أقرها مجلس الشيوخ عام 1993 بشأن تعيينه رئيسًا للوقف الوطني للعلوم الإنسانية NEH. تناولت مذكرات هاكني هذا الموضوع، سياسة التعيينات الرئاسية: مذكرة للحرب الثقافية ISBN (رقم دولي معياري للكتاب) 1-58838-068-8 ، الذي نُشر عام 2002.

## حياته الشخصية ووفاته
كان هاكني صهر فيرجينيا وكليفورد دور.
تُوفي هاكني في مارثا فينيارد بولاية ماساتشوستس في عام 2013 عن عمر يناهز 79 عامًا بسبب التصلب الجانبي الضموري.

## أعماله

### أعمال شيلدون هاكني
- شيلدون هاكني (2005) ماغنوليا بدون ضوء القمر: الجنوب الأمريكي من كونفدرالية إقليمية إلى التكامل الوطني. ناشري المعاملات.
- شيلدون هاكني (2002) سياسة التعيينات الرئاسية: مذكرة للحرب الثقافية. نيو ساوث بوكس.

## روابط خارجية
- Faculty page at the University of Pennsylvania[إخفاق التحقق]
- Sheldon Hackney: Gentleman and Scholar, Martha's Vineyard Times, September 6, 2007
- Finding aid to the Sheldon Hackney research notes on African American history, civil rights, and folk songs at the University of Pennsylvania Libraries
- Hackney مرات الظهور على سي-سبان